# Helga Bumke
Helga Bumke (* 16. September 1966 in Berlin) ist eine deutsche Klassische Archäologin.
Helga Bumke studierte Klassische Archäologie, Kunstgeschichte sowie Alte Geschichte an der Freien Universität Berlin und der Universität Heidelberg. 1993 bestand sie die Magisterprüfung an der FU Berlin, 1997 wurde sie mit der Arbeit Statuarische Gruppen in der frühen griechischen Kunst ebenda promoviert. Seit 1994 arbeitete sie an der Didyma-Grabung des Deutschen Archäologischen Instituts (DAI) mit, 1998 bis 2000 war sie Forschungsstipendiatin des DAI. 2000 wurde Bumke wissenschaftliche Mitarbeiterin an der Universität Bonn. Im Rahmen eines Forschungsstipendiums der Deutschen Forschungsgemeinschaft weilte sie 2006 in Athen. Ein Jahr später habilitierte sie sich in Bonn mit der Arbeit Artemisheiligtümer in Westkleinasien. Eine archäologische Untersuchung zum religiösen Charakter einer griechischen Gottheit im ionischen „Kolonisationsgebiet“. 2008 wurde sie Leiterin des Forschungsvorhabens „Kulte im Kult“, das von der Nordrhein-Westfälischen Akademie der Wissenschaften und der Künste gefördert wird. 2010 bis 2011 war sie Professorin für Klassische Archäologie an der Universität Bochum, seit Herbst 2011 ist sie Professorin für Klassische Archäologie an der Universität Halle. Sie ist seit 2009 korrespondierendes Mitglied des DAI. Am 10. Februar 2017 wurde sie zum ordentlichen Mitglied der Sächsischen Akademie der Wissenschaften gewählt. Seit 2021 leitet Bumke gemeinsam mit Sebastian Prignitz die „Neuedition der Bauberichte von Didyma“.
Bumke beschäftigt sich vorrangig mit griechischen Heiligtümern und Kulten, griechischer Ikonografie und Skulptur, Votiven als kulturhistorischem Phänomen sowie kleinasiatischen Städten, insbesondere Didyma, in dem sich die Kultforschung mit der Stadtforschung vereint.

## Schriften (Auswahl)
- Statuarische Gruppen in der frühen griechischen Kunst (Jahrbuch des Deutschen Archäologischen Instituts. Ergänzungs-Heft 32). de Gruyter, Berlin/New York 2004, ISBN 3-11-018179-7.
- mit H. Cevizoğlu: Klaus Tuchelt. Ausgrabung und Denkmalpflege in Didyma. Eine fotografische Dokumentation. Didyma’da kazı ve anıt eser koruma. Fotoğraflarla bir belgeleme çalişması. Istanbul 2017.
- Kulte im Kult. Sakrale Strukturen extraurbaner Heiligtümer. Internationale Tagung des Forschungsprojektes ›Kulte im Kult‹ der Nordrhein-Westfälischen Akademie der Wissenschaften und der Künste an der Martin-Luther-Universität Halle-Wittenberg vom 12. bis 13. Februar 2016. Rahden/Westf. 2020.
- Der archaische Heiligtumsbefund vom Taxiarchis-Hügel in Didyma, Teilband 1 (= Didyma III, 6), Wiesbaden 2022.